# Liga ACT 2004
La temporada 2004 de la Liga ACT (conocida como Liga San Miguel por motivos de patrocinio) fue la segunda edición desde que se iniciara la competición de traineras organizada por la Asociación de Clubes de Traineras en 2003. Compitieron 12 equipos encuadrados en un único grupo. La temporada regular comenzó el 3 de julio en Orio (Guipúzcoa) y terminó el 19 de septiembre en Noja (Cantabria). Posteriormente, se disputaró el play-off para el descenso a la Liga Federativa Vasco-Cántabra o a la Liga LGT.

## Sistema de competición
La competición consta de tres tipos de regatas:
- Regatas puntuables: computan para la clasificación de la liga y todos los clubes deben participar en ellas.
- Regatas no puntuables: no computan para la clasificación de la liga y los clubes pueden no participar en ellas mediando causa justificada. En la temporada 2004, hubo cinco regatas no puntuables: Bandera Champa de Orio,[2] Bandera Telefónica,[3] Bandera Castro-Urdiales[4] y las dos últimas regatas que se disputaron junto a las del play-off.
- Regatas de play-off: se disputan 2 regatas en la que participan los últimos clasificados antes de las dos últimas regatas y los dos primeros de la Liga Federativa y de la Liga Gallega.

En esta edición se disputaron 19 banderas durante la temporada regular y dos regatas de play-off. Todos los integrantes de la Liga ACT disputaron las regatas puntuables excepto las dos últimas ya que éstas coinciden con el desarrollo de los play-off. En estas dos últimas regatas no participan los siguientes clasificados después de la decimoséptima regata: los clasificados en los puestos noveno y décimo; el penúltimo y último clasificados ya que reman en la tanda de los play-off. Por tanto, estas dos últimas banderas solo las disputan los ocho primeros clasificados tras la disputa de las 17 primeras regatas.
Las regatas de disputaron en tandas en líneas con tres o cuatro calles excepto la Bandera Champa de Orio que se compitió en modalidad sprint en cuatro calles de 500 metros; el resto de los casos la distancia a bogar en cada regata fue de 3 millas náuticas que equivalen a 5556 metros.

## Calendario

### Temporada regular
Las siguientes regatas tuvieron lugar en 2004.
| Orden | Regata                                                                              | Fecha            | Hora  | Localidad       | Provincia  |
| ----- | ----------------------------------------------------------------------------------- | ---------------- | ----- | --------------- | ---------- |
| 1     | Bandera Champa de Orio                                                              | 3 de julio       | 17:30 | Orio            | Guipúzcoa  |
| 2     | VI Bandera Telefónica                                                               | 4 de julio       | 12:00 | Guecho          | Vizcaya    |
| 3     | II Bandera Outon Fernández                                                          | 10 de julio      | 18:00 | El Grove        | Pontevedra |
| 4     | XIV Bandera Concejo de Boiro                                                        | 11 de julio      | 12.00 | Boiro           | La Coruña  |
| 5     | IX Bandera Real Astillero de Guarnizo - XXXIV Gran Premio Ayuntamiento de Astillero | 17 de julio      | 18:00 | El Astillero    | Cantabria  |
| 6     | VI Bandera Flaviobriga                                                              | 18 de julio      | 12:00 | Castro-Urdiales | Cantabria  |
| 7     | XVII Bandera de Fuenterrabía                                                        | 24 de julio      | 18:00 | Fuenterrabía    | Guipúzcoa  |
| 8     | XIX Bandera El Correo-BBK                                                           | 25 de julio      | 12:00 | Lequeitio       | Vizcaya    |
| 9     | I Bandera Puerto de Pasajes                                                         | 31 de julio      | 17:00 | Pasajes         | Guipúzcoa  |
| 10    | XXVII Bandera de Zarauz                                                             | 1 de agosto      | 12:00 | Zarauz          | Guipúzcoa  |
| 11    | II Bandera Pereira                                                                  | 7 de agosto      | 18:00 | Moaña           | Pontevedra |
| 12    | I Bandera Ciudad de Ribeira                                                         | 8 de agosto      | 12:00 | Ribeira         | La Coruña  |
| 13    | XXXII Bandera Castro-Urdiales                                                       | 15 de agosto     | 18:30 | Castro-Urdiales | Cantabria  |
| 14    | X Bandera de Trincherpe                                                             | 28 de agosto     | 17:30 | San Sebastián   | Guipúzcoa  |
| 15    | XIV Bandera de Orio - VII Bandera Inmobiliaria Orio                                 | 29 de agosto     | 12:00 | Orio            | Guipúzcoa  |
| 16    | XXII Bandera Villa de Bermeo                                                        | 18 de septiembre | 17:00 | Bermeo          | Vizcaya    |
| 17    | I Bandera Villa de Noja                                                             | 19 de septiembre | 12:00 | Noja            | Cantabria  |
| 18    | XXX Bandera El Corte Inglés                                                         | 25 de septiembre | 17:00 | Portugalete     | Vizcaya    |
| 19    | I Bandera Liébana Tierra de Júbilo                                                  | 26 de septiembre | 12:00 | Laredo          | Cantabria  |

### Play-off de ascenso a Liga ACT
| Orden | Regata      | Fecha            | Hora  | Provincia |
| ----- | ----------- | ---------------- | ----- | --------- |
| 1     | Portugalete | 25 de septiembre | 17:00 | Vizcaya   |
| 2     | Laredo      | 26 de septiembre | 12:00 | Cantabria |

## Traineras participantes
| Equipo                    | Nombre de la Trainera | Localidad       | Provincia  |
| ------------------------- | --------------------- | --------------- | ---------- |
| Cabo da Cruz              | Cabo da Cruz          | Boiro           | La Coruña  |
| Mecos-Mondariz            | Mequiña               | El Grove        | Pontevedra |
| Tirán-Pereira             | Pereira               | Tirán           | Pontevedra |
| Astillero                 | San José XIII         | El Astillero    | Cantabria  |
| Pedreña                   | Marina de Cudeyo      | Pedreña         | Cantabria  |
| Castro-Naturhouse         | La Marinera           | Castro-Urdiales | Cantabria  |
| Urdaibai-Umpro Avia       | Bou Bizkaia           | Bermeo          | Vizcaya    |
| Isuntza-Grafilur-Super BM | Lekittarra            | Lequeitio       | Vizcaya    |
| Orio-Grupo Eibar          | Txiki                 | Orio            | Guipúzcoa  |
| Trintxerpe-Carglass       | Azkuene               | Pasajes         | Guipúzcoa  |
| San Juan-Iberdrola        | Erreka                | Pasajes         | Guipúzcoa  |
| Hondarribia               | Ama Guadalupekoa      | Fuenterrabía    | Guipúzcoa  |

Los clubes participantes están ordenados geográficamente, de oeste a este.

### Equipos por provincia
| Provincia  | N. | Equipos                                                                |
| ---------- | -- | ---------------------------------------------------------------------- |
| Guipúzcoa  | 4  | Hondarribia, Orio-Grupo Eibar, San Juan-Iberdrola, Trintxerpe-Carglass |
| Cantabria  | 3  | Astillero, Castro-Naturhouse, Pedreña                                  |
| Pontevedra | 2  | Mecos-Mondariz, Tiran-Pereira                                          |
| Vizcaya    | 2  | Isuntza-Grafilur-Super BM, Urdaibai-Umpro Avia                         |
| La Coruña  | 1  | Cabo da Cruz                                                           |

### Ascensos y descensos
| Pos. | Ascendido de Liga Federativa Vasco-Cántabra |
| ---- | ------------------------------------------- |
| 1.º  | Trintxerpe-Carglass                         |

| Pos. | Descendido a liga Liga Federativa Vasco-Cántabra |
| ---- | ------------------------------------------------ |
| 12.º | Zarautz                                          |

     Ascenso después de play-off.

     Descenso después de play-off.

## Clasificación

### Temporada regular
A continuación se recoge la clasificación en cada una de las regatas disputadas.

#### Puntuaciones
Los puntos se reparten entre los doce participantes en cada regata.
| Posición | 1.º | 2.º | 3.º | 4.º | 5.º | 6.º | 7.º | 8.º | 9.º | 10.º | 11.º | 12.º |
| -------- | --- | --- | --- | --- | --- | --- | --- | --- | --- | ---- | ---- | ---- |
| Puntos   | 12  | 11  | 10  | 9   | 8   | 7   | 6   | 5   | 4   | 3    | 2    | 1    |

#### Resultados por regata
| Pos. | Club                      | Trainera         | 1 CHA | 2 TEL | 3 OUT | 4 BOI | 5 AST | 6 FLA | 7 FUE | 8 COR | 9 PUE | 10 ZAR | 11 PER | 12 RIB | 13 CAS | 14 TRI | 15 ORI | 13 BER | 17 NOJ | 18 ING | 19 LIE | Puntos |
| ---- | ------------------------- | ---------------- | ----- | ----- | ----- | ----- | ----- | ----- | ----- | ----- | ----- | ------ | ------ | ------ | ------ | ------ | ------ | ------ | ------ | ------ | ------ | ------ |
| 1    | Urdaibai-Umpro Avia       | Bou Bizkaia      | 2     | 1     | 1     | 1     | 3     | 1     | 3     | 4     | 2     | 1      | 3      | 1      | 5      | 4      | 1      | 2      | 1      | 5      | 5      | 154    |
| 2    | Astillero                 | San José XIII    | 1     | 3     | 2     | 4     | 1     | 2     | 2     | 1     | 1     | 3      | 1      | 3      | 4      | 2      | 4      | 1      | 2      | 3      | 1      | 153    |
| 3    | Hondarribia               | Ama Guadalupekoa | 5     | 2     | 7     | 2     | 7     | 4     | 7     | 2     | 3     | 2      | 2      | 2      | 2      | 1      | 3      | 3      | 3      | 1      | 4      | 134    |
| 4    | Castro-Naturhouse         | La Marinera      | 6     | 7     | 4     | 3     | 2     | 7     | 5     | 7     | 4     | 7      | 7      | 6      | 6      | 6      | 5      | 4      | 6      | 8      | 8      | 109    |
| 5    | Orio-Grupo Eibar          | Txiki            | 4     | 6     | 8     | 5     | 5     | 6     | 4     | 6     | 6     | 6      | 4      | 7      | 1      | 3      | 6      | 5      | 4      | 2      | 2      | 107    |
| 6    | Cabo da Cruz              | Cabo da Cruz     | 3     | 4     | 5     | 6     | 4     | 3     | 1     | 5     | 9     | 8      | 10     | 4      | DNP    | 7      | 2      | 8      | 11     | 6      | 3      | 99     |
| 7    | Mecos-Mondariz            | Mequiña          | 7     | 8     | 3     | 7     | 8     | 5     | 8     | 3     | 5     | 4      | 6      | 5      | DNP    | 5      | 7      | 12     | 5      | 4      | 6      | 98     |
| 8    | Pedreña                   | Marina de Cudeyo | 9     | 9     | 10    | 8     | 6     | 12    | DSQ   | 11    | 8     | 9      | 5      | 8      | 3      | 8      | 11     | 6      | 9      | 7      | 7      | 58     |
| 9    | San Juan-Iberdrola        | Erreka           | 8     | 12    | 11    | 11    | 11    | 9     | 6     | 9     | 7     | 11     | 12     | 12     | 7      | 9      | 9      | 7      | 8      | DNP    | DNP    | 50     |
| 10   | Trintxerpe-Carglass       | Azkuene          | 11    | 5     | 6     | 12    | 9     | 10    | 9     | 10    | 10    | 12     | 9      | 9      | 9      | 12     | 10     | 11     | 7      | DNP    | DNP    | 46     |
| 11   | Isuntza-Grafilur-Super BM | Lekittarra       | 12    | 10    | 9     | 9     | 10    | 8     | 10    | 12    | 11    | 10     | 11     | 11     | 8      | 10     | 8      | 9      | 12     | DNP    | DNP    | 42     |
| 12   | Tiran-Pereira             | Pereira          | 10    | 11    | 12    | 10    | 12    | 11    | 11    | 8     | 12    | 5      | 8      | 10     | DNP    | 11     | 12     | 10     | 10     | DNP    | DNP    | 40     |

| Color     | Resultado                        |
| --------- | -------------------------------- |
| Oro       | Ganador                          |
| Plata     | Segundo                          |
| Bronce    | Tercero                          |
| Verde     | Puntuó                           |
| Negro     | DSQ - Descalificada              |
| Sin color | DNP - Inscrito pero no participó |

La trainera de Pedreña fue descalificada en la XVII Bandera de Fuenterrabía por alineación indebida.

#### Palmarés
| Pos. | Club                      | Victorias | Segundas | Terceras | Puntos | Ascenso o descenso   |
| ---- | ------------------------- | --------- | -------- | -------- | ------ | -------------------- |
| 1    | Urdaibai-Umpro Avia       | 8         | 3        | 3        | 154    |                      |
| 2    | Astillero                 | 7         | 5        | 3        | 153    |                      |
| 3    | Hondarribia               | 2         | 7        | 4        | 134    |                      |
| 4    | Castro-Naturhouse         | -         | 1        | 1        | 109    |                      |
| 5    | Orio-Grupo Eibar          | 1         | 2        | 1        | 107    |                      |
| 6    | Cabo da Cruz              | 1         | 1        | 3        | 99     |                      |
| 7    | Mecos-Mondariz            | -         | -        | 2        | 98     |                      |
| 8    | Pedreña                   | -         | -        | 1        | 58     |                      |
| 9    | San Juan-Iberdrola        | -         | -        | -        | 50     |                      |
| 10   | Trintxerpe-Carglass       | -         | -        | -        | 46     |                      |
| 11   | Isuntza-Grafilur-Super BM | -         | -        | -        | 42     | Play-off de descenso |
| 12   | Tiran-Pereira             | -         | -        | -        | 40     | Play-off de descenso |

### Play-off de ascenso a Liga ACT
Los puntos se reparten entre los cuatro participantes en cada regata.
| Posición | 1.º | 2.º | 3.º | 4.º |
| -------- | --- | --- | --- | --- |
| Puntos   | 4   | 3   | 2   | 1   |

| Pos. | Club                      | Trainera       | 1 POR | 2 LAR | Puntos | Ascenso o descenso                          |
| ---- | ------------------------- | -------------- | ----- | ----- | ------ | ------------------------------------------- |
| 1    | Arkote                    | Plentzitarra   | 2     | 1     | 7      | Asciende a Liga ACT                         |
| 2    | Isuntza-Grafilur-Super BM | Lekittarra     | 3     | 2     | 5      | Permanece en Liga ACT                       |
| 3    | Tiran-Pereira             | Pereira        | 1     | DSQ   | 4      | Desciende a Liga LGT                        |
| 4    | Ciudad de Santander       | Virgen del Mar | 4     | 3     | 3      | Permanece en Liga Federativa Vasco-Cántabra |

La trainera de Tiran-Pereira fue descalificada en la segunda jornada por entrar en meta de forma indebida.